# The Best of Obituary
The Best of Obituary (česky To nejlepší od Obituary) je kompilační album americké death metalové skupiny Obituary. Vydáno bylo v roce 2008 hudebním vydavatelstvím Roadrunner Records.

## Seznam skladeb
1. "Internal Bleeding" – 3:01
2. "'Til Death" – 3:56
3. "Slowly We Rot" – 3:37
4. "Cause of Death" – 6:31
5. "Chopped in Half" – 3:45
6. "Turned Inside Out" – 5:10
7. "The End Complete" – 4:04
8. "I'm in Pain" – 4:01
9. "Don't Care" – 3:09
10. "Final Thoughts" – 4:09
11. "Kill for Me" – 2:57
12. "Threatening Skies" – 2:20
13. "On the Floor" – 3:10

## Sestava
- John Tardy – vokály
- Allen West – kytara (skladby 1-3, 7–13)
- James Murphy – kytara (skladby 4–6)
- Trevor Peres – kytara
- Daniel Tucker – baskytara (skladby 1–3)
- Frank Watkins – baskytara (skladby 4–13)
- Donald Tardy – bicí